# Heinkel He 45
O Heinkel He 45 foi um bombardeiro leve produzido na Alemanha no início dos anos 30. Desenvolvido pela Heinkel, foi uma das primeiras aeronaves adoptadas pela recém criada Luftwaffe. Era um biplano monomotor com lugar para dois tripulantes, um piloto e um atirador. Criado em paralelo com o He 46, apareceu ao mundo em 1931 como uma simples aeronave de treino, porém mais tarde foi usado para aeronave de treino, bombardeiro leve e aeronave de reconhecimento pela Luftwaffe até ao final da Segunda Guerra Mundial.